# Laura Marino
Laura Marino, född 2 juli 1993, är en fransk simhoppare som blev världsmästare i lagtävlingen tillsammans med Matthieu Rosset vid världsmästerskapen i simsport 2017.
Hon deltog vid olympiska sommarspelen 2016.